# Karl Fiegler
Karl Fiegler (* 14. Januar 1926) war ein deutscher Fußballspieler, der für den Meidericher SV zu neun Einsätzen in der Oberliga West kam.

## Karriere
Fiegler spielte in den frühen 1950er-Jahren beim Duisburger Amateurverein Schwarz-Weiß Westende, bis er 1954 vom Oberligisten Meidericher SV unter Vertrag genommen wurde. Die Oberliga West stellte im damals noch regional begrenzten Ligensystem die höchste Spielklasse dar. Der Offensivspieler hatte in einer Mannschaft mit Akteuren wie Karl Hetzel, Kurt Küppers oder Kurt Nolden erhebliche Konkurrenz und wurde somit nur gelegentlich aufgeboten. Zum Saisonende hin gerieten die Meidericher in akute Abstiegsgefahr und mussten sich in einem Fernduell gegen Westfalia Herne durchsetzen. Während Herne ein 3:2-Sieg gegen den MSV-Stadtrivalen Duisburger Spielverein glückte, unterlag Meiderich unter Mitwirkung Fieglers dem Herner Lokalrivalen SV Sodingen trotz klarer spielerischer Überlegenheit mit 0:2, was den Abstieg der Mannschaft zur Folge hatte. Fiegler hatte bis dahin neun Oberligapartien mit zwei eigenen Treffern bestritten.
In der Spielzeit 1955/56 kämpfte der Meidericher SV in der 2. Liga West um den direkten Wiederaufstieg, wofür unter dem neuen Trainer Hermann Lindemann ein Umbruch eingeleitet und vor allem auf junge Spieler gesetzt wurde. Fiegler konnte davon nicht profitieren und wurde im Saisonverlauf nur noch bei einer Begegnung aufgeboten. Im Anschluss an den 1956 erreichten Wiederaufstieg in die Oberliga endete nach zwei Jahren seine Laufbahn beim MSV.